# غويلدهول (فيرمونت)
غويلدهول (بالإنجليزية: Guildhall, Vermont)‏ هي بلدة تقع في مقاطعة إسيكس (فيرمونت) بولاية فيرمونت في الولايات المتحدة. تبلغ مساحتها 84.7 (كم²)، وترتفع عن سطح البحر 572 م، بلغ عدد سكانها 268 نسمة في عام 2000 حسب إحصاء مكتب تعداد الولايات المتحدة وتصل الكثافة السكانية فيها 3.2 نسمة/كم2.

## وصلات خارجية
- Guildhall Official Website
- The US50 - Cities and Towns in Vermont State
- Vermont Cities and Towns, Facts, Map, Flag, Colleges, Government, and More